# Campeonato Mundial de Balonmano Femenino de 2003
El XVI Campeonato Mundial de Balonmano Femenino se celebró en Croacia entre el 2 y el 14 de diciembre de 2003, bajo la organización de la Federación Internacional de Balonmano (IHF) y la Federación Croata de Balonmano.

## Equipos participantes
| Grupo A             | Grupo B         | Grupo C   | Grupo D         |
| ------------------- | --------------- | --------- | --------------- |
| Australia           | Angola          | Argentina | Alemania        |
| Brasil              | Austria         | Japón     | China           |
| Croacia             | Corea del Sur   | Noruega   | Costa de Marfil |
| España              | República Checa | Rumania   | Dinamarca       |
| Francia             | Rusia           | Túnez     | Eslovenia       |
| Serbia y Montenegro | Uruguay         | Ucrania   | Hungría         |

## Primera fase

### Grupo A
| Equipo              | J | G | E | P | G+  | G-  | DG   | PTS |
| ------------------- | - | - | - | - | --- | --- | ---- | --- |
| Francia             | 5 | 5 | 0 | 0 | 149 | 98  | +51  | 10  |
| España              | 5 | 4 | 0 | 1 | 150 | 120 | +30  | 8   |
| Serbia y Montenegro | 5 | 3 | 0 | 2 | 165 | 143 | +22  | 6   |
| Croacia             | 5 | 2 | 0 | 3 | 142 | 122 | +20  | 4   |
| Brasil              | 5 | 1 | 0 | 4 | 136 | 155 | -19  | 2   |
| Australia           | 5 | 0 | 0 | 5 | 74  | 178 | -104 | 0   |

- Encuentros disputados

| Fecha    | Partido             | Partido | Partido             | Resultado |
| -------- | ------------------- | ------- | ------------------- | --------- |
| 02.12.03 | Serbia y Montenegro | -       | Australia           | 41 - 18   |
| 02.12.03 | Croacia             | -       | Brasil              | 32 - 25   |
| 02.12.03 | Francia             | -       | España              | 28 - 25   |
| 03.12.03 | España              | -       | Serbia y Montenegro | 33 - 27   |
| 03.12.03 | Australia           | -       | Croacia             | 12 - 38   |
| 03.12.03 | Brasil              | -       | Francia             | 15 - 33   |
| 04.12.03 | España              | -       | Brasil              | 27 - 25   |
| 04.12.03 | Serbia y Montenegro | -       | Croacia             | 28 - 24   |
| 04.12.03 | Francia             | -       | Australia           | 33 - 13   |
| 06.12.03 | Australia           | -       | España              | 12 - 36   |
| 06.12.03 | Croacia             | -       | Francia             | 20 - 28   |
| 06.12.03 | Serbia y Montenegro | -       | Brasil              | 44 - 41   |
| 07.12.03 | Brasil              | -       | Australia           | 30 - 19   |
| 07.12.03 | Croacia             | -       | España              | 28 - 29   |
| 07.12.03 | Francia             | -       | Serbia y Montenegro | 27 - 25   |

### Grupo B
| Equipo          | J | G | E | P | G+  | G-  | DG   | PTS |
| --------------- | - | - | - | - | --- | --- | ---- | --- |
| Rusia           | 5 | 5 | 0 | 0 | 153 | 106 | +47  | 10  |
| Corea del Sur   | 5 | 4 | 0 | 1 | 165 | 113 | +52  | 8   |
| Austria         | 5 | 3 | 0 | 2 | 165 | 130 | +35  | 6   |
| República Checa | 5 | 2 | 0 | 3 | 126 | 125 | +1   | 4   |
| Angola          | 5 | 1 | 0 | 4 | 119 | 120 | -1   | 2   |
| Uruguay         | 5 | 0 | 0 | 5 | 77  | 211 | -134 | 0   |

- Encuentros disputados

| Fecha    | Partido         | Partido | Partido         | Resultado |
| -------- | --------------- | ------- | --------------- | --------- |
| 02.12.03 | Rusia           | -       | Corea del Sur   | 28 - 27   |
| 02.12.03 | República Checa | -       | Uruguay         | 46 - 16   |
| 02.12.03 | Austria         | -       | Angola          | 29 - 19   |
| 03.12.03 | Corea del Sur   | -       | República Checa | 31 - 18   |
| 03.12.03 | Angola          | -       | Rusia           | 22 - 26   |
| 03.12.03 | Uruguay         | -       | Austria         | 20 - 47   |
| 04.12.03 | Corea del Sur   | -       | Angola          | 27 - 21   |
| 04.12.03 | República Checa | -       | Austria         | 22 - 29   |
| 04.12.03 | Rusia           | -       | Uruguay         | 38 - 15   |
| 06.12.03 | República Checa | -       | Angola          | 24 - 18   |
| 06.12.03 | Austria         | -       | Rusia           | 26 - 30   |
| 06.12.03 | Uruguay         | -       | Corea del Sur   | 12 - 41   |
| 07.12.03 | Rusia           | -       | República Checa | 31 - 16   |
| 07.12.03 | Austria         | -       | Corea del Sur   | 34 - 39   |
| 07.12.03 | Angola          | -       | Uruguay         | 39 - 14   |

### Grupo C
| Equipo    | J | G | E | P | G+  | G-  | DG  | PTS |
| --------- | - | - | - | - | --- | --- | --- | --- |
| Ucrania   | 5 | 4 | 1 | 0 | 158 | 116 | +42 | 9   |
| Noruega   | 5 | 4 | 0 | 1 | 163 | 108 | +55 | 8   |
| Rumania   | 5 | 3 | 1 | 1 | 158 | 123 | +35 | 7   |
| Japón     | 5 | 2 | 0 | 3 | 133 | 153 | -20 | 4   |
| Túnez     | 5 | 1 | 0 | 4 | 118 | 133 | -15 | 2   |
| Argentina | 5 | 0 | 0 | 5 | 74  | 171 | -97 | 0   |

- Encuentros disputados

| Fecha    | Partido   | Partido | Partido   | Resultado |
| -------- | --------- | ------- | --------- | --------- |
| 02.12.03 | Japón     | -       | Túnez     | 30 - 24   |
| 02.12.03 | Noruega   | -       | Ucrania   | 29 - 30   |
| 02.12.03 | Rumania   | -       | Argentina | 43 - 13   |
| 03.12.03 | Ucrania   | -       | Rumania   | 28 - 28   |
| 03.12.03 | Túnez     | -       | Noruega   | 25 - 27   |
| 03.12.03 | Argentina | -       | Japón     | 16 - 24   |
| 05.12.03 | Ucrania   | -       | Túnez     | 33 - 15   |
| 05.12.03 | Noruega   | -       | Argentina | 45 - 13   |
| 05.12.03 | Rumania   | -       | Japón     | 41 - 30   |
| 06.12.03 | Argentina | -       | Ucrania   | 14 - 28   |
| 06.12.03 | Japón     | -       | Noruega   | 19 - 33   |
| 06.12.03 | Rumania   | -       | Túnez     | 25 - 23   |
| 07.12.03 | Japón     | -       | Ucrania   | 30 - 39   |
| 07.12.03 | Noruega   | -       | Rumania   | 29 - 21   |
| 07.12.03 | Túnez     | -       | Argentina | 31 - 18   |

### Grupo D
| Equipo          | J | G | E | P | G+  | G-  | DG  | PTS |
| --------------- | - | - | - | - | --- | --- | --- | --- |
| Hungría         | 5 | 4 | 0 | 1 | 171 | 129 | +42 | 8   |
| Eslovenia       | 5 | 4 | 0 | 1 | 149 | 141 | +8  | 8   |
| Alemania        | 5 | 3 | 1 | 1 | 144 | 121 | +23 | 7   |
| Dinamarca       | 5 | 2 | 1 | 2 | 113 | 119 | -6  | 5   |
| China           | 5 | 1 | 0 | 4 | 135 | 153 | -18 | 2   |
| Costa de Marfil | 5 | 0 | 0 | 5 | 117 | 166 | -49 | 0   |

- Encuentros disputados

| Fecha    | Partido         | Partido | Partido         | Resultado |
| -------- | --------------- | ------- | --------------- | --------- |
| 02.12.03 | Hungría         | -       | Costa de Marfil | 43 - 25   |
| 02.12.03 | Eslovenia       | -       | China           | 34 - 26   |
| 02.12.03 | Dinamarca       | -       | Alemania        | 20 - 20   |
| 03.12.03 | Costa de Marfil | -       | Eslovenia       | 28 - 32   |
| 03.12.03 | Alemania        | -       | Hungría         | 30 - 27   |
| 03.12.03 | China           | -       | Dinamarca       | 20 - 29   |
| 05.12.03 | Hungría         | -       | Eslovenia       | 38 - 25   |
| 05.12.03 | Alemania        | -       | China           | 30 - 28   |
| 05.12.03 | Dinamarca       | -       | Costa de Marfil | 24 - 21   |
| 06.12.03 | Costa de Marfil | -       | Alemania        | 17 - 36   |
| 06.12.03 | Hungría         | -       | China           | 34 - 30   |
| 06.12.03 | Eslovenia       | -       | Dinamarca       | 29 - 21   |
| 07.12.03 | China           | -       | Costa de Marfil | 31 - 26   |
| 07.12.03 | Eslovenia       | -       | Alemania        | 29 - 28   |
| 07.12.03 | Dinamarca       | -       | Hungría         | 19 - 29   |

## Segunda fase

### Grupo 1
| Equipo              | J | G | E | P | G+  | G-  | DG  | PTS |
| ------------------- | - | - | - | - | --- | --- | --- | --- |
| Francia             | 5 | 4 | 0 | 1 | 128 | 121 | +7  | 8   |
| Corea del Sur       | 5 | 3 | 0 | 2 | 158 | 151 | +7  | 6   |
| España              | 5 | 2 | 1 | 2 | 139 | 138 | +1  | 5   |
| Rusia               | 5 | 2 | 1 | 2 | 129 | 129 | 0   | 5   |
| Serbia y Montenegro | 5 | 2 | 0 | 3 | 145 | 158 | -13 | 4   |
| Austria             | 5 | 1 | 0 | 4 | 149 | 151 | -2  | 2   |

- Encuentros disputados

| Fecha    | Partido             | Partido | Partido             | Resultado |
| -------- | ------------------- | ------- | ------------------- | --------- |
| 09.12.03 | España              | -       | Austria             | 27 - 26   |
| 09.12.03 | Serbia y Montenegro | -       | Rusia               | 31 - 27   |
| 09.12.03 | Francia             | -       | Corea del Sur       | 25 - 27   |
| 10.12.03 | Rusia               | -       | España              | 25 - 25   |
| 10.12.03 | Austria             | -       | Francia             | 25 - 28   |
| 10.12.03 | Corea del Sur       | -       | Serbia y Montenegro | 33 - 35   |
| 11.12.03 | Serbia y Montenegro | -       | Austria             | 27 - 38   |
| 11.12.03 | España              | -       | Corea del Sur       | 29 - 32   |
| 11.12.03 | Francia             | -       | Rusia               | 20 - 19   |

### Grupo 2
| Equipo    | J | G | E | P | G+  | G-  | DG  | PTS |
| --------- | - | - | - | - | --- | --- | --- | --- |
| Hungría   | 5 | 3 | 1 | 1 | 154 | 129 | +25 | 7   |
| Ucrania   | 5 | 3 | 1 | 1 | 132 | 140 | -8  | 7   |
| Noruega   | 5 | 3 | 1 | 1 | 142 | 133 | +9  | 7   |
| Eslovenia | 5 | 2 | 0 | 3 | 137 | 149 | -12 | 4   |
| Rumania   | 5 | 1 | 1 | 3 | 135 | 140 | -5  | 3   |
| Alemania  | 5 | 1 | 0 | 4 | 134 | 143 | -9  | 2   |

- Encuentros disputados

| Fecha    | Partido   | Partido | Partido   | Resultado |
| -------- | --------- | ------- | --------- | --------- |
| 09.12.03 | Noruega   | -       | Alemania  | 31 - 30   |
| 09.12.03 | Rumania   | -       | Hungría   | 27 - 30   |
| 09.12.03 | Ucrania   | -       | Eslovenia | 26 - 25   |
| 10.12.03 | Hungría   | -       | Noruega   | 24 - 24   |
| 10.12.03 | Alemania  | -       | Ucrania   | 23 - 25   |
| 10.12.03 | Eslovenia | -       | Rumania   | 30 - 28   |
| 11.12.03 | Rumania   | -       | Alemania  | 31 - 23   |
| 11.12.03 | Noruega   | -       | Eslovenia | 29 - 28   |
| 11.12.03 | Ucrania   | -       | Hungría   | 23 - 35   |

## Fase final
|  | Semifinales    | Semifinales    |    |                | Final          | Final |  |
|  |                |                |    |                |                |       |  |
|  |                |                |    |                |                |       |  |
|  | 13 / 12 / 2003 |                |    |                |                |       |  |
|  | Francia        | 28             |    |                |                |       |  |
|  | Ucrania        | 26             |    |                |                |       |  |
|  |                |                |    |                |                |       |  |
|  |                |                |    |                | 14 / 12 / 2003 |       |  |
|  |                |                |    |                | Francia        | 32    |  |
|  |                | Hungría        | 29 |                |                |       |  |
|  |                |                |    |                |                |       |  |
|  |                |                |    |                |                |       |  |
|  |                |                |    |                | Tercer lugar   |       |  |
|  | 13 / 12 / 2003 | 13 / 12 / 2003 |    | 14 / 12 / 2003 | 14 / 12 / 2003 |       |  |
|  | Hungría        | 40             |    | Ucrania        | 29             |       |  |
|  | Corea del Sur  | 38             |    |                | Corea del Sur  | 31    |  |

## Medallero
|         |         |               |
| Francia | Hungría | Corea del Sur |

## Estadísticas

### Clasificación general
| 1. Francia             |
| 2. Hungría             |
| 3. Corea del Sur       |
| 4. Ucrania             |
| 5. España              |
| 6. Noruega             |
| 7. Rusia               |
| 8. Eslovenia           |
| 9. Serbia y Montenegro |
| 10. Rumania            |
| 11. Austria            |
| 12. Alemania           |
| 13. Dinamarca          |
| 14. Croacia            |
| 15. República Checa    |
| 16. Japón              |
| 17. Angola             |
| 18. Túnez              |
| 19. China              |
| 20. Brasil             |
| 21. Costa de Marfil    |
| 22. Argentina          |
| 23. Australia          |
| 24. Uruguay            |